# أخبار ليست من أي مكان
أخبار ليست من أي مكان (بالإنجليزية: News from Nowhere) هو عمل كلاسيكي نشر عام 1890 يجمع بين الاشتراكية الخيالية والخيال العلمي السهل كتبه الفنان والمصمم ورائد الاشتراكية ويليام موريس. في هذا الكتاب، يغفو الراوي وليام غيست بعد عودته من اجتماع للعصبة الاشتراكية ويصحو ليجد نفسه في مجتمع مستقبلي مبني على أسس الملكية المشتركة والتحكم الديمقراطي لوسائل الإنتاج. في هذا المجتمع لا توجد أملاك خاصة أو مدن كبيرة أو سلطة أو نظام نقدي أو طلاق، أو محاكم وسجون وأية أنظمة طبقية. المجتمع الزراعي يعمل ببساطة لأن الناس يجدون متعة في الطبيعة، وبالتالي يجدون متعة في عملهم.
يستكشف الكتاب عددا من جوانب هذا المجتمع، بما في ذلك منظماته وعلاقاته التي تتولد بين الناس. يدمج موريس بذكاء بين الماركسية والتقاليد الرومانسية عندما يقدم نفسه كشخصية مسحورة في زمن ومكان مختلفين من إنكلترا الفيكتورية. ويقدم الكتاب إجابات موريس على عدد من الاعتراضات المتكررة نحو الاشتراكية، ويؤكد اعتقاده بأن الاشتراكية لا تنطوي فقط على إلغاء الملكية الخاصة ولكن أيضا على إلغاء الانقسامات بين الفن والحياة والعمل.
يتناول موريس في الرواية أحد الانتقادات الأكثر شيوعا للاشتراكية، وهي عدم وجود الحوافز المفترضة للعمل في المجتمع الشيوعي. يجيب موريس بأن كل عمل يجب أن تكون خلاقا وممتعا. يختلف هذا عن معظم المفكرين الاشتراكيين، الذين يميلون إلى افتراض أنه في حين أن العمل هو شر لا بد منه، فإن مجتمع العدالة والمساواة المخطط جيدا يمكن أن يقلل كمية العمل المطلوب من كل عامل. وضع موريس الكتاب كرد اشتراكي تحرري لكتاب سابق يدعى "النظر إلى الماضي"، وهو كتاب يجسد نوعا من اشتراكية الدولة التي مقتها موريس.
نشرت الرواية لأول مرة في شكل مسلسل في مجلة كومونويل بداية من 11 يناير 1890.

## التأثير
وقد ألهم عنوان الرواية العديد من الشركات، بما في ذلك متجر للكتب السياسية في ليفربول، وشركة مسرحية وفيلم قصير يصف رحلة خيالية قام بها موريس فوق نهر التايمز لاستكشاف أفكار الجمالية والاشتراكية. معرض للفن المعاصر في معرض لوسي ماكينتوش في لوزان في سويسرا، مع ستة فنانين بريطانيين: مايكل آشكروفت، خوان بوليفار، أندرو غراسي، جاستين هيبز، أليستير هدسون، وبيتر ليفرسدج خلال أبريل ومايو 2005.
ذكر المؤرخ جورج دوغلاس هوارد كول أن الرواية كان عاملاً مؤثرًا في تحوله إلى الاشتراكية.
في عام 2008، قام والتهام فورست بتكليف الملحن مايك روبرتس بوضع سيمفونية جديدة تستند إلى القصة. تم دمج فكرة موريس «الفن للشعب من الشعب»، وتمت كتابة هذه القطعة بالتعاون مع 180 طفلاً في المدارس الابتدائية – كلهم يشكلون أجزاء صغيرة من الموسيقى التي تم نسجها في القطعة النهائية. وكانت النتيجة عملا مدته 90 دقيقة لجوقة الأطفال والأوركسترا وعشر فرق أخرى أصغر. تم تسجيل العمل بدعم فني من معرض ويليام موريس خلال عامي 2014-2015 لإصداره في يونيو 2015 لإحياء الذكرى 125 لنشر الرواية.
تأثرت رواية أخبار من جاردينيا (2012) بقلم روبرت ليويلين برواية أخبار ليست من أي مكان.
استلهم الفنانان الكوريان مون كيونغ وون وجون جونو الرواية في مشروعهما التعاوني «أخبار ليست من أي مكان» (2012).
تم اقتباس الكتاب من قبل سارة وودز كمسرحية إذاعية بثها راديو BBC 4 في 25 مايو 2016.

## روابط خارجية
- أخبار ليست من أي مكان على موقع الموسوعة البريطانية (الإنجليزية)